# Gräfe und Unzer
Gräfe und Unzer (GU) ist ein 1722 in Königsberg in Preußen gegründeter Verlag. Seit dem Jahr 1946 befindet sich der Firmensitz in München. Von 1990 bis 2024 gehörte das Unternehmen zur Ganske-Verlagsgruppe, seit 2024 zur Verlagsgruppe HarperCollins Deutschland. Gräfe und Unzer ist einer der 30 größten deutschsprachigen Verlage und in Teilmärkten für Sachbücher umsatzstärkster Verlag Europas.

## Geschichte

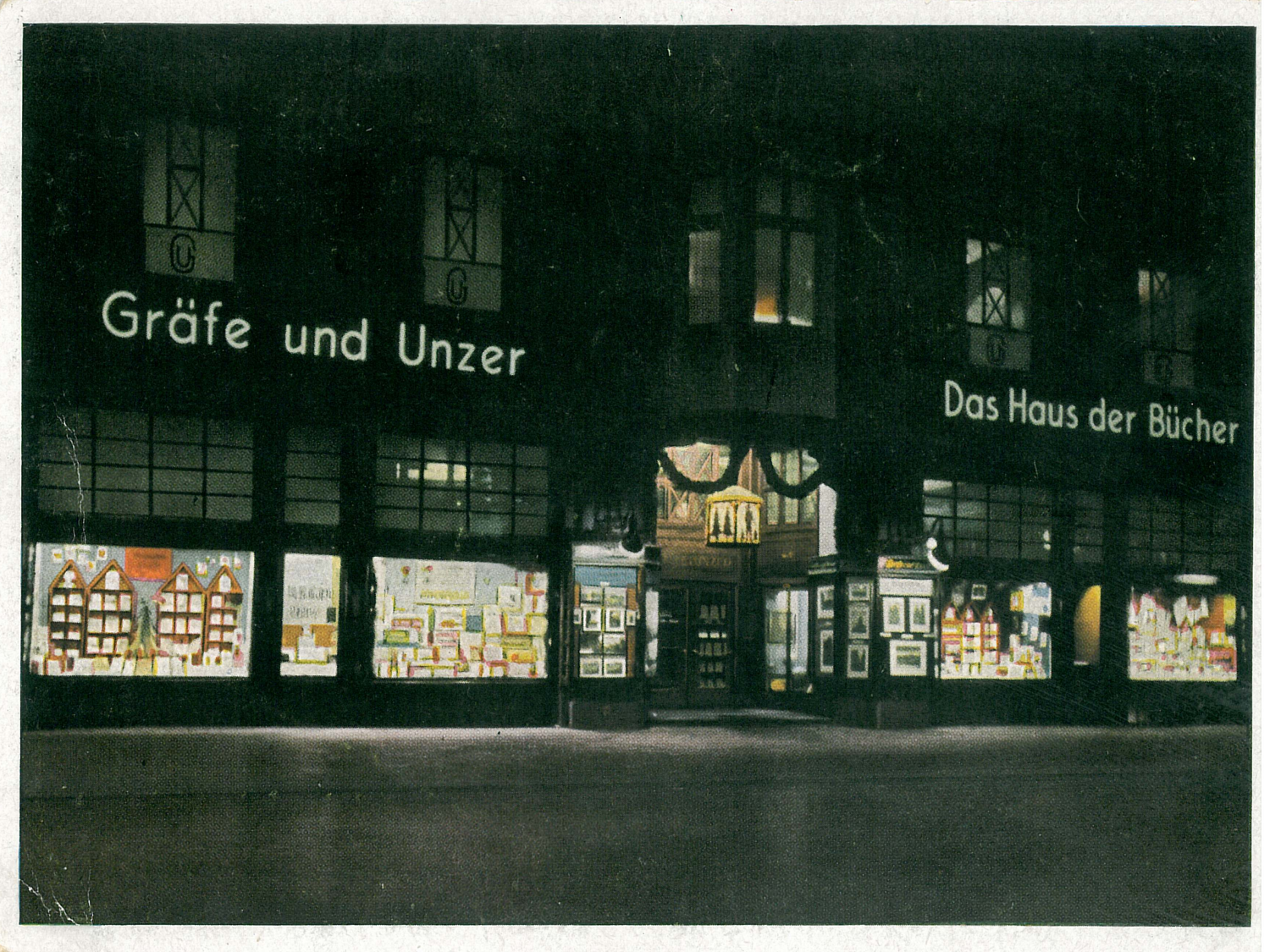
Letztes Weihnachten im Haus der Bücher in Königsberg, 1943

1722 gründete der aus Grimma stammende Christoph Gottfried Eckart (oder Christoff Gottfried Eckard) in Königsberg (Preußen) eine Buchhandlung, die später als Haus der Bücher bekannt war. Zuvor hatte er am 20. Juli 1722 durch Friedrich Wilhelm I. das königliche „Buchführer-Privilegium“ erhalten, das es ihm erlaubte, in der Stadt ein Geschäft zu eröffnen. Die Buchhandlung wurde schnell bekannt und beliebt. Das Angebot war reichhaltig und die Preise waren niedriger als bei der Konkurrenz. Zudem war Eckart auch als Verleger tätig und gab wissenschaftliche Werke und Schulbücher heraus. Im Jahr 1738 übergab er das Geschäft an den wohlhabenden Drucker und Verleger Johann Heinrich Hartung, dem er weiterhin als Berater in Buchhandelsfragen zur Seite stand. Nach wenigen Jahren als Geschäftsinhaber starb Hartung auf einer Fahrt zur Messe in Leipzig. Die Hartung’sche Buchhandlung geriet durch mehrmalige Wechsel in der Geschäftsleitung, durch die Besetzung Königsbergs durch russische Truppen 1758–1762 (Siebenjähriger Krieg) und durch die neu gegründete Buchhandlung des jungen Johann Jakob Kanter (1738–1786) in Bedrängnis, die dieser 1760 im Löbenichtschen Rathaus eröffnet hatte. 1781 musste der Konkurrent seine Buchhandlung aufgeben und Gottlieb Lebrecht Hartung erwarb Teile der Ladeneinrichtung und des Buchbestandes sowie das Gebäude. 
Nach seinem Tod ging das Geschäft 1797 in den Besitz von Johann Philipp Göbbels und August Wilhelm Unzer über. Göbbels, der schon seit 1785 bei Hartung angestellt war, verließ 1808 das Unternehmen. Unzers älteste Tochter heiratete im Jahr 1826 den Hamburger Buchhändler Heinrich Eduard Gräfe. Die Umbenennung des Unternehmens erfolgte 1832, als August Wilhelm Unzer das Sortiment an seinen Sohn Johann Otto und an seinen Schwiegersohn übergab. Die Buchhandlung firmierte seither unter dem Namen Gräfe und Unzer. Im Oktober 1866 wurde der Firmensitz in die Junkerstraße 17 verlegt und 1873 erfolgte ein Umzug zum Paradeplatz. Geschäftsführer war ab 1867 Heinrich Wilhelm Gräfe. Die Geschäfte liefen schlecht und die Buchhandlung wurde 1882 an Carl Richard Dreher und Botho Stürz, danach 1893 an Hugo Pollakowsky und Franz Lipp verkauft. 1902 übernahm der ehemalige Lehrling Otto Paetsch zunächst als Teilhaber die Leitung. Er war 1927 Alleininhaber der Firma und machte sie zu Europas größter und modernster Sortimentsbuchhandlung. Nach ihm ging das Geschäft an seinen Schwiegersohn Bernhard Koch. Er gab den Ostpreußenkalender heraus. Zu den Autoren des Verlags gehörten unter anderem Rudolf G. Binding, Agnes Miegel und Walter von Sanden. Bei den Luftangriffen auf Königsberg im August 1944 brannte das Gebäude aus.
Gräfe und Unzer wurde in der Nachkriegszeit nach dem Zweiten Weltkrieg in Deutschland reiner Buchverlag und erreichte im Ratgebermarkt ein stetiges Wachstum. Ab 1961 baute Kurt Prelinger den Verlag zu einem Ratgeber-Verlag um. Seit den 1970er Jahren betätigte sich Gräfe und Unzer insbesondere als Verlag von Kochbüchern in Deutschland. 1990 wurde Gräfe und Unzer an den Hoffmann und Campe Verlag in Hamburg verkauft. Damit wurde Verleger Thomas Ganske neuer Inhaber. Im November 2024 verkaufte die Ganske Verlagsgruppe den Tochterverlag Gräfe und Unzer wiederum an die Verlagsgruppe HarperCollins Deutschland. Der Verlag ist Mitglied im Börsenverein des Deutschen Buchhandels.

## Sortimenter und Verleger

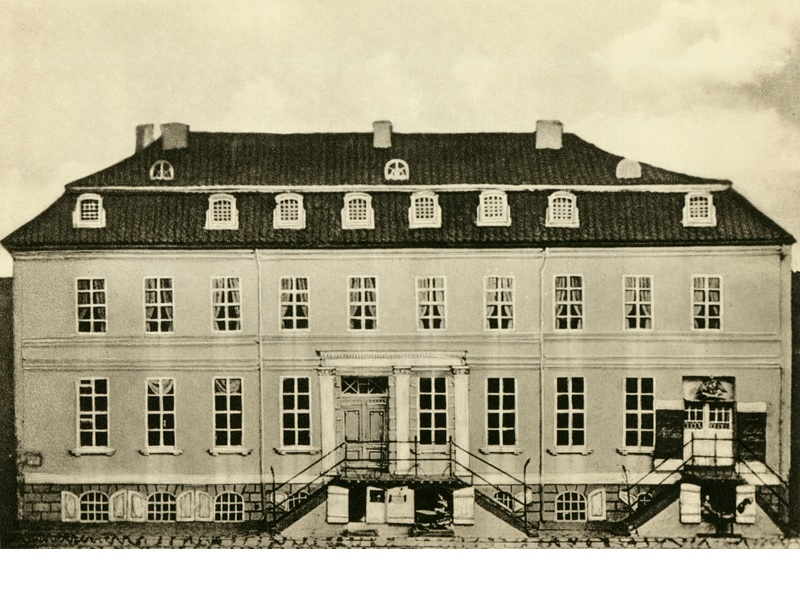
Kantersche Buchhandlung im Löbenicht’schen Rathaus in Königsberg (rechts)

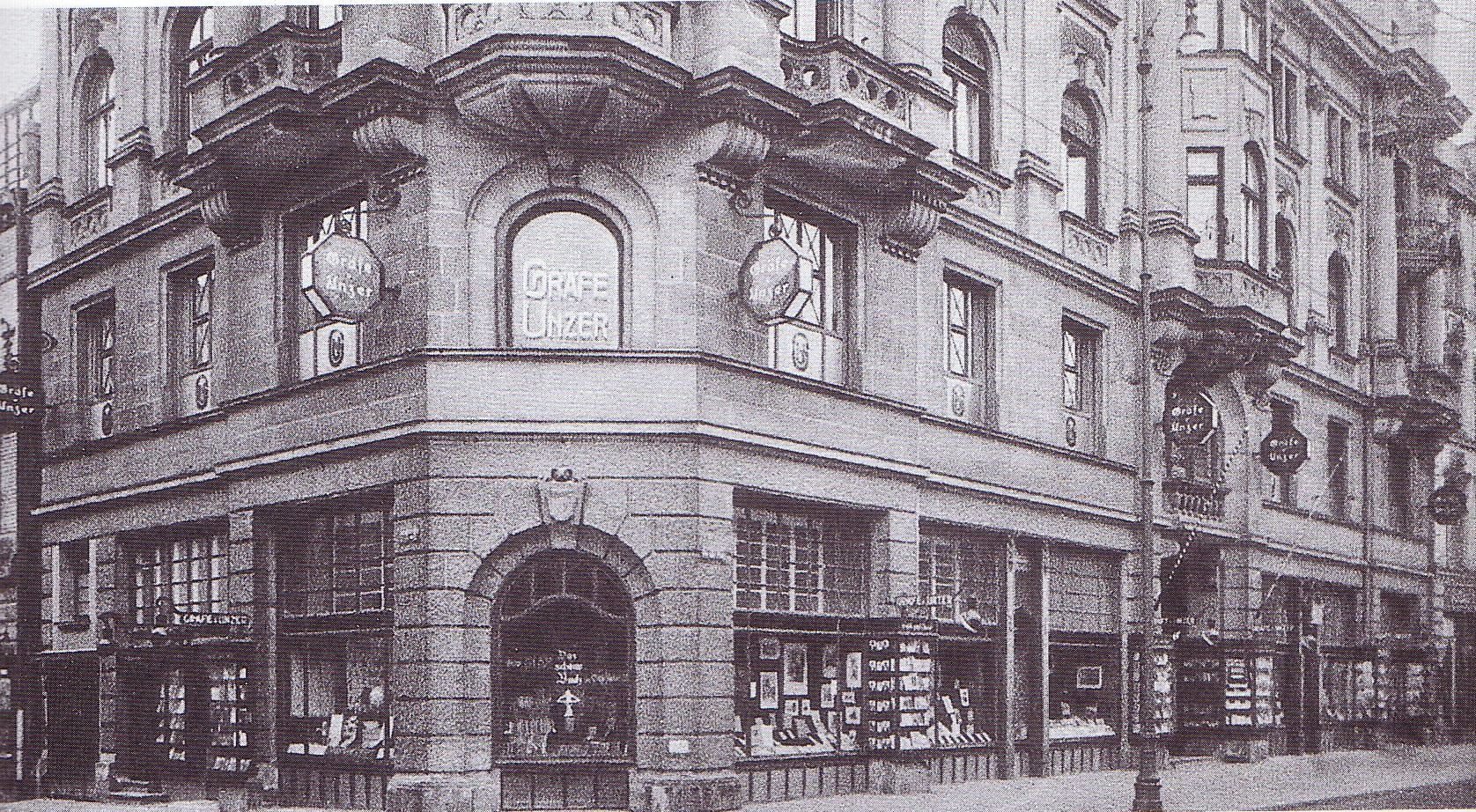
Gräfe und Unzer Verlag im Haus der Bücher in Königsberg

- 1722–1746: Christoph Gottfried Eckart
- 1746–1756: Johann Heinrich Hartung
- 1756–1759: Michael Christian Hartung
- 1759–1759: Gebhard Ludwig Woltersdorf
- 1759–1766: Johann Daniel Zeise († 1766)
  - 1732–1764: Philipp Christoph Kanter. Er war zunächst Konkurrent der Buchhandlung, bis Hartung jun. sein Unternehmen übernahm und sich dort im Löbenicht’schen Rathaus etablierte. Im Grunde hat damit GU eine „zweite Wurzel“ bekommen
  - 1760–1781: Johann Jacob Kanter
- 1766–1797: Gottlieb Lebrecht Hartung
- 1799–1808: Johann Philipp Göbbels
- 1808–1831: August Wilhelm Unzer
- 1832–1867: Eduard Gräfe
- 1867–1877: Heinrich Wilhelm Gräfe
- 1878–1893: Carl Richard Dreher
- 1893–1902: Hugo Pollakowsky
- 1902–1927: Otto Paetsch
- 1928–1960: Bernhard Koch
- 1961–1990: Kurt Prelinger
- seit 1990: Thomas Ganske

## Verlagsprogramm

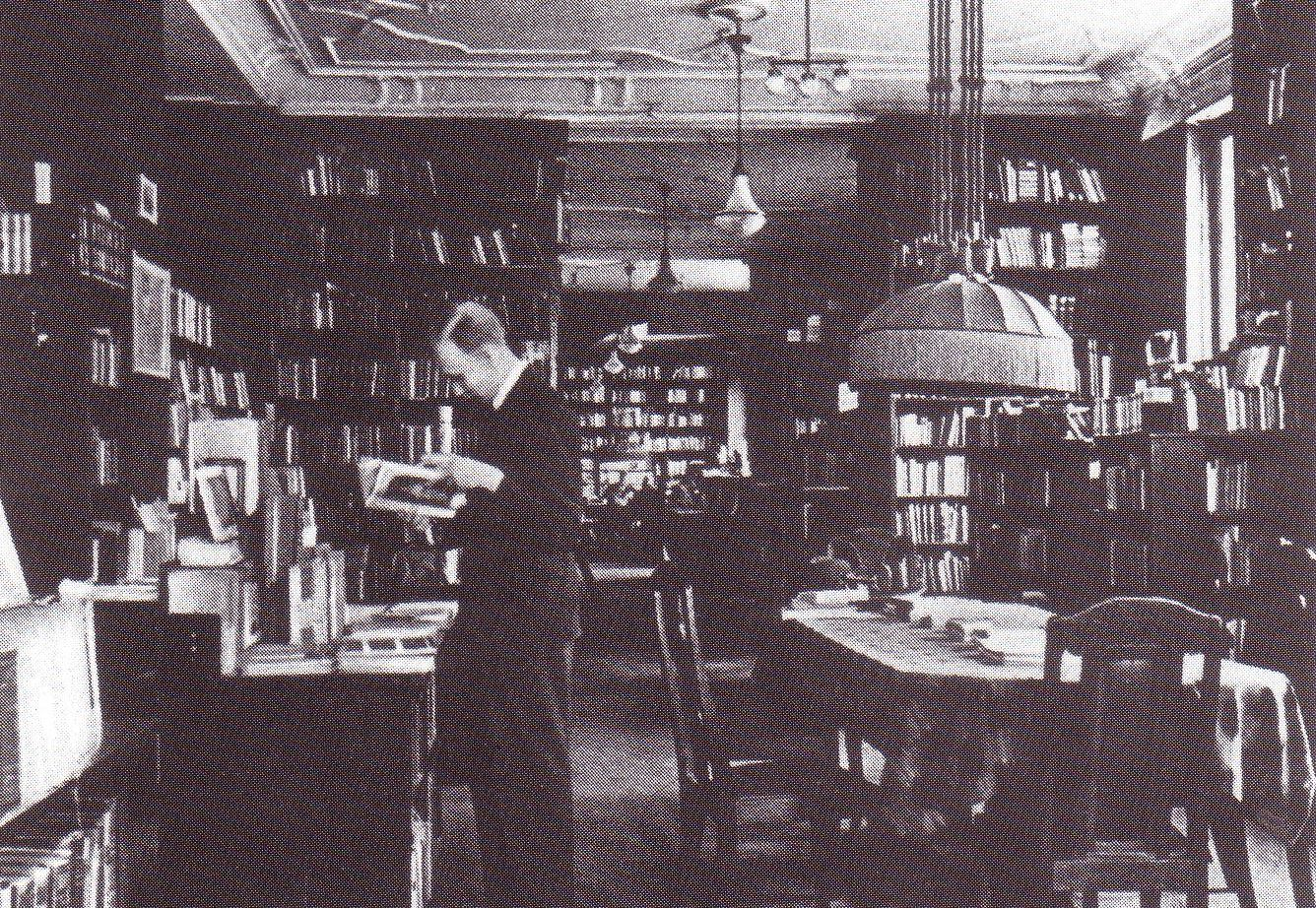
Innenansicht des Gräfe und Unzer Verlags im Haus der Bücher in Königsberg, 1932

Unter dem Markennamen GU werden Bücher angeboten, die den Ressorts „Essen & Trinken“, „Partnerschaft & Familie“, „Heimtier, Haus & Garten“ und „Körper, Geist & Seele“ zugeordnet sind. Des Weiteren erscheinen regelmäßig Lifestyle-Bücher unter dem Namen prominenter Personen wie Johann Lafer, Sarah Wiener, Nina Ruge oder Ursula Karven. 
Unter den Marken Teubner und Hallwag wurden im Gräfe und Unzer Verlag hochwertige Kochbücher sowie Bücher über Wein, Spirituosen und Cocktails veröffentlicht. Im Jahr 2021 übernahm der Tre Torri Verlag die inhaltliche sowie wirtschaftliche Verantwortung der Marken Teubner und Hallwag.
Der Verlag liefert rund 800 Titel. Er konzipiert fast alles selbst, während Lizenzverlage seine Produktionen fast unverändert in anderen Sprachen veröffentlichen. GU hat ca. 300 neue Lizenzabschlüsse jährlich sowie internationale Koproduktionen und Koeditionen auch mit Buchclubs und Versendern. Die USA (dort existieren keine reinen Ratgeberverlage) sind GUs größter Lizenzmarkt.
Am 1. Dezember 2007 eröffnete der Verlag die Kochcommunity kuechengoetter.de, bei der Nutzer Rezepte einstellen, diskutieren und tauschen können. Die Datenbank enthält über 50.000 Rezepte aus GU-Büchern.
Im Oktober 2023 gründete Gräfe und Unzer eine eigenständige Vertriebsgesellschaft, die den Vertrieb für alle Titel in Print und Digital, sowie die gesamte Logistik für den Verlag übernimmt. Zum 1. April 2024 lagert der Verlag seinen gesamten Vertrieb an die neue Vertriebsgesellschaft 'Isar Sales Partner' (ISP) mit Sitz in München aus. Davon betroffen sind auch sämtliche Partnerverlage.